# Tropidolomia irrorata
Tropidolomia irrorata är en insektsart som beskrevs av Goding. Tropidolomia irrorata ingår i släktet Tropidolomia och familjen hornstritar. Inga underarter finns listade i Catalogue of Life.